# Trigonarthris atrata
Trigonarthris atrata là một loài bọ cánh cứng trong họ Cerambycidae.